# Saint-Étienne-à-Arnes
Saint-Étienne-à-Arnes település Franciaországban, Ardennes megyében. Lakosainak száma 245 fő (2022. január 1.). Saint-Étienne-à-Arnes Cauroy, Machault, Saint-Pierre-à-Arnes, Semide, Sainte-Marie-à-Py, Saint-Souplet-sur-Py és Sommepy-Tahure községekkel határos.

## Népesség
A település népessége az elmúlt években az alábbi módon változott:
| Lakosok száma | 237  | 202  | 198  | 199  | 241  | 240  | 242  | 243  | 243  | 245  |
|               | 1968 | 1982 | 1990 | 2006 | 2013 | 2015 | 2017 | 2019 | 2020 | 2022 |